# Practical Magic
Practical Magic (Prácticamente magia en España, Hechizo de amor en México) es una película fantástica estadounidense de 1998, basada en la novela homónima (1995) de Alice Hoffman, dirigida por Griffin Dunne y protagonizada por Sandra Bullock y Nicole Kidman.
Fue estrenada el 16 de octubre de 1998 en Estados Unidos, el 18 de diciembre del mismo año en España y el 7 de enero en Argentina.

## Argumento
Sally y Gillian Owens (Sandra Bullock y Nicole Kidman) siempre han sabido que eran diferentes. Educadas por sus extravagantes y misteriosas tías, desde la muerte de sus padres, las hermanas se criaron en una casa llena de magia y misterio. Tía Jet y tía Frances (Dianne Wiest y Stockard Channing), que intentan transmitir la única y poderosa herencia psíquica de las mujeres Owens, confían en dar a sus sobrinas la fuerza que proporciona el uso de la magia práctica, algo que otros denominarían maldición, ya que los hombres de los que las hermanas se enamoran están destinados a una muerte prematura.
Todo parece estar calmado hasta que un día Gillian llama a su hermana. Su amante, Jimmy Angelov (Goran Visnjic), un búlgaro con aspiraciones a convertirse en vaquero, le ha pegado una paliza. Tras una pelea con las dos hermanas, Jimmy muere. Su espíritu les perseguirá, así como el agente de la policía Gary Hallet (Aidan Quinn), que investiga la desaparición del forastero y que se siente atraído por Sally.

## Reparto
- Sandra Bullock como Sally Owens
  - Camilla Belle como la joven Sally Owens
- Nicole Kidman como Gillian «Gilly» Owens
  - Lora Anne Criswell como la joven Gilly Owens
- Goran Visnjic como James «Jimmy» Angelov
- Stockard Channing como Frances Owens, tía de Sally y Gilly
- Dianne Wiest como Bridget «Jet» Owens, tía de Sally y Gilly
- Aidan Quinn como Gary Hallet, detective investigador
- Evan Rachel Wood como Kylie Owens, hija mayor de Sally Owens
- Alexandra Artrip como Antonia Owens, hija menor de Sally Owens
- Mark Feuerstein como Michael, esposo de Sally Owens y padre de Kylie y Antonia
- Caprice Benedetti como Maria Owens, matriarca del clan Owens
- Peter Shaw como Jack Owens, padre de Sally y Gilly
- Caralyn Kozlowski como Regina Owens, madre de Sally y Gilly
- Chloe Webb como Carla, amiga de Sally Owens
- Lucinda Jenney como Sara, una de las mujeres de la ciudad
- Margo Martindale como Linda Bennett, una de las mujeres de la ciudad
- Martha Gehman como Patty, una de las mujeres de la ciudad

## Producción

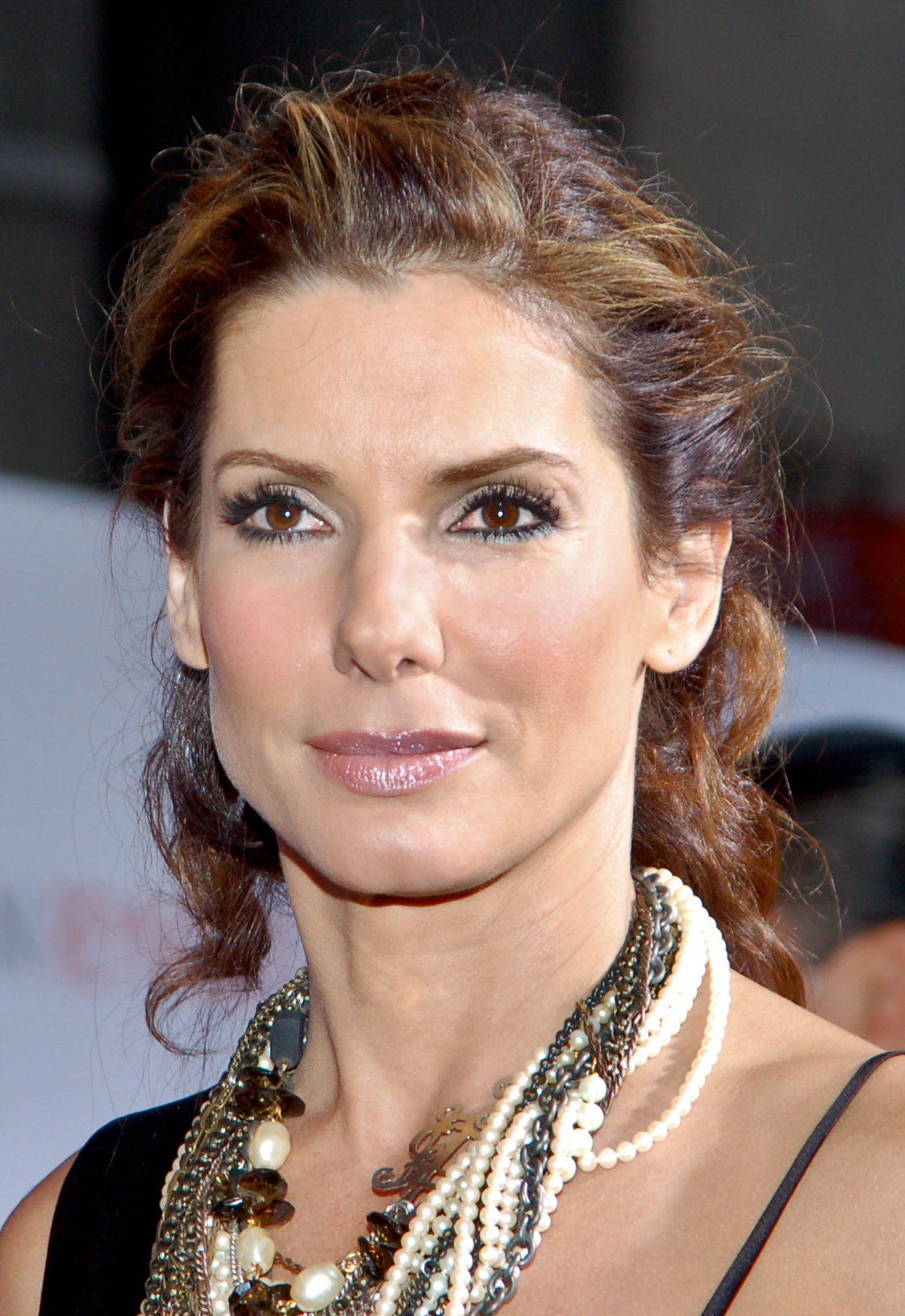
Sandra Bullock como Sally Owens.

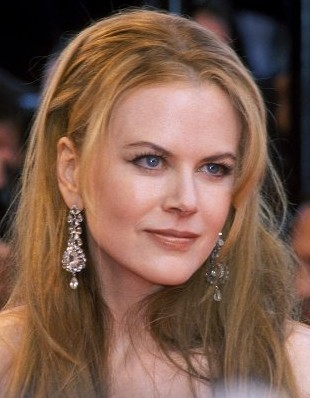
Nicole Kidman como Gilliam Owens.

Se rodó entre el 2 de febrero y el 9 de mayo de 1998 íntegramente en el estado de Washington, Estados Unidos, destacando Friday Harbor y Coupeville, aunque la historia está ambientada en Nueva Inglaterra.
El personaje de Jimmy Angelov originalmente se iba a llamar Jimmy Hawkins e iba a ser un campesino texano pero el papel fue reescrito para el europeo Goran Višnjić, después de que el director Griffin Dunne viera su interpretación en Bienvenidos a Sarajevo (1997) y en el videoclip de Madonna The Power of Good-Bye.
Cuando se le preguntó al director por qué las hermanas Owens iban a ser interpretadas por Sandra Bullock y Nicole Kidman, las cuales no se parecen en nada físicamente, el director respondió que había investigado la historia de las brujas y que éstas no tenían por qué parecerse por el hecho de ser hermanas. Sin embargo cuando Bullock y Kidman ya formaban parte del reparto, el director eligió a dos jóvenes actrices que tuvieran características de ambas estrellas, con el fin de que interpretaran en la película a las hijas del personaje al que da vida Sandra Bullock.

## Recepción

### Respuesta crítica
Según la página de Internet Rotten Tomatoes obtuvo un 20% de comentarios positivos, llegando a la siguiente conclusión: "comedia, romance y humor mezclados con insatisfactorios resultados". James Berardinelli escribió que "aunque he disfrutado de algunas partes de la película, no puedo recomendar algo con una conclusión tan desafortunada e insatisfactoria". Emanuel Levy dijo sobre la película que tenía "una parte de comedia, una parte de drama, una parte de romance, una parte de efectos especiales y una de aventuras, pero no es del todo satisfactoria en ninguno de esos niveles". Según la página de Internet Metacritic obtuvo críticas mixtas, con un 46%, basado en 22 comentarios de los cuales 6 son positivos.

### Taquilla
Estrenada en 2.652 cines estadounidenses debutó en primera posición con 13 millones de dólares, con una media por sala de 4.941 dólares, por delante de La novia de Chucky. Recaudó 46 millones en Estados Unidos. Sumando las recaudaciones internacionales la cifra asciende a 68 millones. El presupuesto estimado invertido en la producción varía entre 60 y 75 millones, dependiendo de la fuente. 

### Premios
| Año  | Premio                           | Categoría                                    | Persona(s)               | Resultado |
| ---- | -------------------------------- | -------------------------------------------- | ------------------------ | --------- |
| 1999 | American Comedy Awards           | Actriz de reparto más divertida              | Dianne Wiest             | Nominada  |
| 1999 | Blockbuster Entertainment Awards | Actriz de reparto favorita - Comedia/Romance | Stockard Channing        | Ganadora  |
| 1999 | Blockbuster Entertainment Awards | Actor favorito - Comedia/Romance             | Aidan Quinn              | Nominado  |
| 1999 | Blockbuster Entertainment Awards | Actriz de reparto favorita - Comedia/Romance | Dianne Wiest             | Nominada  |
| 1999 | Blockbuster Entertainment Awards | Canción favorita de una película             | Faith Hill por This Kiss | Nominada  |
| 1999 | Premios Artista Joven            | Mejor actriz joven de reparto                | Camilla Belle            | Nominada  |
| 1999 | Premios Artista Joven            | Mejor actriz joven de reparto                | Evan Rachel Wood         | Nominada  |